# 99949 Miepgies
99949 Miepgies este un asteroid din centura principală de asteroizi.

## Descriere
99949 Miepgies este un asteroid din centura principală de asteroizi. A fost descoperit pe 16 martie 1972 la Observatorul Palomar de Tom Gehrels. Asteroidul prezintă o orbită caracterizată de o semiaxă mare de 2,57 ua, o excentricitate de 0,15 și o înclinație de 29,4° în raport cu ecliptica.